# Cacopsylla longiforceps
Cacopsylla longiforceps är en insektsart som först beskrevs av Hodkinson 1978.  Cacopsylla longiforceps ingår i släktet Cacopsylla och familjen rundbladloppor. Inga underarter finns listade i Catalogue of Life.